# Kawashima Takeyoshi
Kawashima Takeyoshi (japanisch 川島 武宜; geboren 17. Oktober 1909 in Gifu (Präfektur Gifu); gestorben 21. Mai 1992) war ein japanischer Rechtsgelehrter.

## Leben und Wirken
Kawashima Takeyoshi studierte an der Juristischen Fakultät der Universität Tokio unter Wagatsuma Sakae wurde nach seinem Abschluss im Jahr 1932 Assistenzprofessor an seiner Alma Mater und 1945 Professor. Er war Vorsitzender der „Japan private law association“ (日本私法学会, Nihon shihō gakkai), Mitglied des „Legislative council of the Ministy of Justice“ (法制審議会, Hōsei shingikai) und Mitglied des „Research Committee on Sociology of Law“. 1970 verabschiedete ihn die Universität als Meiyo Kyōju. Danach arbeitete er als Rechtsanwalt.
Auf dem Gebiet des Zivilrechts veröffentlichte er eine Arbeit, in der er für das Konkurrenzverbot zwischen Versäumnishaftung und Haftung aus unerlaubter Handlung eintrat, was große Wirkung auf die Rechtswelt hatte. Auch danach entwickelte er viele neue Interpretationen, die er in das Zivilrecht einbrachte. In seinem bekannten Buch „Theorie des Eigentumsrechts“ (所有権法の理論, Shoyūkenhō no riron) 1949 versuchte er, das moderne Recht aus dem Austauschprozess von Gütern herzuleiten.
Nach dem Zweiten Weltkrieg war er auch auf dem Gebiet der Rechtssoziologie tätig. Durch eine Reihe von Untersuchungen klärte er die Kluft zwischen den modernen und vormodernen Recht innerhalb des Modernisierungsprozess Japans. Er ist bekannt für seine Aufklärungsaktivitäten, die über die Rechtswelt hinausgehen. 1979 wurde er Mitglied der Akademie der Wissenschaften, 1991 wurde er als „Person mit besonderen kulturellen Verdiensten“ geehrt.
Zu Kawashimas Publikationen gehören
- „Nihon shakai no kazoku-teki kōsei“ (日本社会の家族的構成) – „Die Familienstruktur der japanischen Gesellschaft“ (1948), ausgezeichnet mit dem Mainichi-Kulturpreis,
- „Hō shakai-gaku ni okeru hō no sonzai kōzō“ (法社会学における法の存在構造) – „Existenzstruktur des Rechts in der Rechtssoziologie“ (1950),
- „Kekkon“ (結婚) – „Die Ehe“ (1954),
- „Kagaku toshite no hōritsu-gaku“ (科学としての法律学) – „Recht als Wissenschaft“ (1955),
- „Kindai shakai to hō“ (近代社会と法) – „Moderne Gesellschaft und Recht“ (1959),
- „Minpō sōron“ (民法総論) – „Überlegungen zum Bürgerlichen Gesetzbuch“ (1965).